# Bitva u Jao
Bitva u Jao (japonsky 八尾の戦い, Jao no tatakai) bylo ozbrojené střetnutí, které se uskutečnilo 6. května 1615 během období Edo nedaleko vesnice Jao v provincii Kawači (dnes prefektura Ósaka). Tato bitva proběhla během letní kampaně obléhání Ósaky, při níž Iejasu Tokugawa hodlal zničit klan Tojotomi, který mu kladl odpor. Svedly ji mezi sebou jednotky vazalských klanů Tódó a Čósokabe. O bitvě se nedochovalo mnoho podrobností, je však známo, že klan Tódó vedl do boje daimjó Takatora Tódó, který v bitvě zvítězil, když přinutil oddíly klanu Čósokabe, jimž velel Moričika Čósokabe, aby ustoupily do Ósaky. Nicméně ačkoli Takatora Tódó tuto bitvu vyhrál, jeho dva synové v bojích padli.